# 罗杰·兰德尔
罗杰·兰德尔（英語：Roger Randle，1974年5月15日—），新西兰男子橄榄球运动员。他曾代表新西兰七人制国家队参加1998年和2002年英联邦运动会七人制橄榄球比赛，获得二枚金牌。